# Life Got Cold
"Life Got Cold" (em português: A Vida Esfriou) é o terceiro single do grupo pop britânico Girls Aloud, e o terceiro do seu primeiro álbum de estúdio, Sound of the Underground. O single foi lançado no Reino Unido em 18 de agosto de 2003 pela gravadora Polydor Records.

## Lançamento e recepção
"Life Got Cold" não estava nos planos do grupo para ser lançado como terceiro single. A gravadora Polydor originalmente havia escolhido "Some Kind of Miracle" como próximo single, mas o plano foi abandonado após uma grande manifestação dos fãs contra o lançamento. "Life Got Cold" foi lançado no Reino Unido em 18 de agosto de 2003. O single traz uma regravação da música "Girls On Film" do Duran Duran como b-side, assim como alguns remixes. Já a versão cassete do single trazia a música "Lights, Music, Camera, Action" como b-side.
Muitos criticaram a música, dizendo que o riff do refrão foi roubado do hit de 1995 "Wonderwall", do Oasis. Em uma avaliação da BBC, a música foi classificada como uma "balada encantadora", mas que "parte do refrão parece que a qualquer momento vai se transformar em Wonderwall do Oasis". Uma fonte próxima ao grupo disse ao jornal The Sun que "todos são grandes fãs do Oasis, e com certeza eles não irão fazer comparações com sua clássica canção de amor".
Uma versão reggae da música ainda foi apresentada na turnê do grupo The Sound of Girls Aloud: The Greatest Hits Tour, em 2007.

## Videoclipe
O vídeo de "Life Got Cold" foi filmado em julho de 2003, e dirigido por Phil Griffin, o mesmo diretor de seus dois clipes anteriores. O clipe mostra as garotas em uma cidade fria e abandonada. As garotas aparecem juntas e individualmente em diferentes ambientes: em uma rua, em um beco, em uma cozinha, em um sofá e dentro de um ônibus abandonado.

## Faixas e formatos
Esses são os principais formatos lançados do single de "Life Got Cold":
UK CD1
1. "Life Got Cold" (Album Version) - 3:57
2. "Girls on Film" - 3:41
3. "Lights, Camera, Music, Action" - 3:10
4. "Life Got Cold" (Video) - 4:00
5. Galeria de fotos

UK CD2
1. "Life Got Cold" (Album Version) - 3:57
2. "Life Got Cold" (Radio Edit) - 3:29
3. "Life Got Cold" (29 Palms Remix Edit) - 6:54
4. "Life Got Cold" (Stella Browne Edit) - 5:26

UK Single Cassette
1. "Life Got Cold" (Album Version) - 3:57
2. "Life Got Cold" (Stella Brown Original Mix) - 7:06
3. "Lights, Music, Camera, Action" - 3:10

### Versões
Essas são as versões oficiais e remixes lançados:
| Versão              | Onde foi lançado                                                           |
| ------------------- | -------------------------------------------------------------------------- |
| Album Version       | "Life Got Cold" single, Sound of the Underground, The Sound of Girls Aloud |
| Radio Edit          | "Life Got Cold" single                                                     |
| 29 Palms Remix Edit | "Life Got Cold" single                                                     |
| Stella Browne Edit  | "Life Got Cold" single                                                     |
| Video               | Girls on Film (DVD), Style (DVD)                                           |
| Reggae Version      | The Sound of Girls Aloud: The Greatest Hits Tour                           |

## Desempenho nas paradas
"Life Got Cold" estreou em terceiro lugar no UK Singles Chart. O single passou, no total, nove semanas no Top 75.

### Posição nas paradas
| Parada (2003)                               | Posição |
| ------------------------------------------- | ------- |
| União Europeia - Hot 100 Singles            | 8       |
| Irlanda - IRMA Charts                       | 2       |
| Países Baixos - Top 40                      | 11      |
| Reino Unido - Singles Chart                 | 3       |
| Reino Unido - Parada de final de ano (2003) | 92      |
| Roménia - Singles Chart                     | 78      |